# قبرة المروج
قُبَّرَة المروج أو قُنْبَرَة المروج هو جنس طائر أميركي مغرّد من فصيلة الصفراويات ورتبة الجواثم.
يحتوي على عدة أنواع منها:
- قُبَّرة المروج الشرقية أو قُبَّرة المروج المألوفة (الاسم العلمي: Sturnella magna) - وتمتدّ مواطنها من الأجزاء الشرقية من كندا إلى البرازيل.
- قُبَّرة المروج الغربية (الاسم العلمي: Sturnella neglecta) - وتمتدّ مواطنها من الأجزاء الغربية من كندا إلى المكسيك.[4]